# Реџистер (Џорџија)
Реџистер (Џорџија) (енгл. Register) град је у америчкој савезној држави Џорџија. По попису становништва из 2010. у њему је живело 175 становника.

## Демографија
Према попису становништва из 2010. у граду је живело 175 становника, што је 11 (6,7%) становника више него 2000. године.
| Група             | 2000.       | 2010.       |
| Белци             | 148 (90,2%) | 157 (89,7%) |
| Афроамериканци    | 14 (8,5%)   | 15 (8,6%)   |
| Азијати           | 1 (0,6%)    | 1 (0,6%)    |
| Хиспаноамериканци | 5 (3,0%)    | 0 (0,0%)    |
| Укупно            | 164         | 175         |